# Dofí rostrat
El dofí rostrat (Steno bredanensis) és un dofí bastant gran que viu en aigües profundes càlides i tropicals d'arreu del món. L'espècie fou descrita per Georges Cuvier el 1823. El nom genèric Steno, l'únic membre del qual és aquesta espècie, significa 'estret' en grec, en referència al musell de l'animal, que és un caràcter diagnòstic de l'espècie. El nom específic és en honor de van Breda, que estudià les obres de Cuvier.